# Bad Schallerbach
Bad Schallerbach è un comune austriaco di 4 003 abitanti nel distretto di Grieskirchen, in Alta Austria; ha lo status di comune mercato (Marktgemeinde). Località termale, si trova a 308 m di altezza sul livello del mare e si estende su un territorio di 8,49 km²; il 14,3 % della superficie è boscosa, 66,7 % invece viene utilizzata per l'agricoltura.